# Zazie al metro
Zazie al metro (Zazie dans le métro) és una novel·la de l'escriptor francès Raymond Queneau, publicada el 1959. És una obra que s'apropa al gènere de la comèdia, una obra refrescant i aparentment informal que té un ritme narratiu alt.

## Argument
Jeanne Lalochère, una dona totalment dominada pel seu amant, deixa la seva filla Zazie a càrrec de l'oncle Gabriel, un ballarí travestí que viu a París, durant el cap de setmana. Zazie va a la capital amb la il·lusió de veure el metro, però se'l trobarà tancat per una vaga. La nena descobrirà per si mateixa la ciutat. Unes vegades peregrinarà en solitari i d'altres amb la companyia de l'oncle Gabriel i els seus amics; el taxista Charles, el sabater Gridoux i el transformista Trouscaillon, junt amb un taverner, la vídua Mouaque, la dolça Marceline i, finalmente, el papagai Laverdure, autor, en segon terme, d'una frase de moda en aquell moment ("xerres, xerres, sempre igual"). Tots aquests personatges mantenen entre ells unes relacions tan fugaces com els seus estats d'ànim, tot i que l'autor fixa perfectament aquesta fugacitat. Zazie és una nena precoç; no és que la violin, ni res semblant, però aprèn a viure i coneix la gran ciutat. Al final, Zazie torna amb la seva mare. La nena li diu que el que ha fet durant el cap de setmana és "envellir".

## Comentaris
Tot i haver publicat divuit llibres i haver realitzat nombroses traduccions i opuscles anteriorment, va ser aquesta obra la que va donar fama a Queneau entre el gran públic. Com s'explica aquest èxit? Els francesos estaven farts de les seves generalment serioses obres literàries? El poder d'atac del llibre: "Macchiffastapuzza" ("Dukipudonkan") o les exclamacions de Zazie: "Napoleó un c...", etc., van desencadenar un corrent de veus revolucionàries que va arribar a totes les capes de la població? O potser l'assimilació de James Joyce, que tant va trigar a l'estat espanyol, però que Charles Chaplin va descobrir des de les seves primeres pàgines, va veure finalment la llum? Res d'això se sap, tan sols és segur que l'obra de Queneau va tenir un gran èxit.
Es parla que, en aquest llibre, existeix la influència de James Joyce i el record dels "clochards". La idea que la nena descobrís la capital francesa, possiblement, li vingués dels articles que va escriure per a Le Intransigeant amb el títol de Coneixeu París?. Del nom de la protagonista, Zazie, Queneau va explicar que es devia a una companya que va tenir durant l'ocupació nazi de França que pertanyia al grup de petits vàndals de l'època -als quals els burgesos anomenaven "zazous"- i ell l'anomenava Gran Zazá.

## Adaptacions cinematogràfiques
El 1960, el director francès Louis Malle, personatge important dintre del moviment cinematogràfic de la Nouvelle Vague, coetani i estretament relacionat amb el ja mencionat de la Nouvelle Roman, va dur a terme una adaptació de l'obra al cinema. Escrigué el guió amb Jean Paul Rappeneau. La pel·lícula va ser protagonitzada per Catherine Demongeot, Philippe Noiret, Hubert Deschamps, Jacques Dufilho, Carla Marlier, Vittorio Caprioli, Antoine Roblot, Annie Fratellini i Yvonne Clech i està feta en forma de comèdia lleugera, informal i entusiasta i amb un ritme frenètic. L'obra també ha tingut adaptacions teatrals i se n'han fet col·leccions de còmics.